# 1994 WR12
1994 WR12 är en Jordnära asteroid. Den upptäcktes 28 november 1994 av den amerikanska astronomen Carolyn S. Shoemaker vid Palomar-observatoriet.
Den tillhör asteroidgruppen Aten.